# Слепых, Алексей Семёнович
Алексей Семёнович Слепых (1924—1984) — советский акушер, гинеколог, доктор медицинских наук, профессор Ленинградского санитарно-гигиенического медицинского института.

## Биография
В 1948 году Алексей Семёнович Слепых окончил Кишинёвский медицинский институт, затем работал акушером-гинекологом, ассистентом кафедры акушерства и гинекологии Кишиневского медицинского института.
В 1955 году он защитил кандидатскую диссертацию на тему: «Развитие иннервации маточных труб». В течение 1956—1959 гг. возглавлял отдел родовспоможения при Министерстве здравоохранения Молдавской ССР. С 1959—1965 гг. был доцентом кафедры акушерства и гинекологии Алтайского медицинского института. В 1965 году защитил докторскую диссертацию на тему «Абдоминальное кесарево сечение в современном акушерстве». В 1965—1968 гг. руководил отделением оперативной гинекологии Института акушерства и гинекологии Академии медицинских наук СССР. С 1968 до 1984 года заведовал кафедрой акушерства и гинекологии Ленинградского санитарно-гигиенического медицинского института.
Алексеем Семёновичем Слепых было опубликовано более 120 научных работ, написано 9 монографий. Под его руководством выполнено 8 докторских и 22 кандидатских диссертаций.
Опытный клиницист, блестящий хирург, он сочетал практическую и педагогическую деятельность с исследовательской работой и находился в постоянном поиске новых оперативных методов лечения гинекологических больных, а также эффективных методов комплексной терапии акушерской и гинекологической патологии.
Женой Алексея Семёновича Слепых была Антонина Сергеевна Горделадзе, известный патологоанатом, также профессор ЛСГМИ.
Алексей Семёнович Слепых погиб в автокатастрофе в 1984 году.
Похоронен на Большеохтинском кладбище Санкт-Петербурга.

## Направления научной деятельности
Клиника и лечение синдрома Штейна-Левенталя, сигмоидальный кольпопоэз, кесарево сечение, гнойно-септические осложнения в акушерской и гинекологической практике.

## Общественная деятельность
Алексей Семёнович был членом правления Всесоюзного, Республиканского и Ленинградского научных обществ акушеров-гинекологов.

## Награды
- Медаль «За трудовую доблесть»